# Ханс Йорген Холм
Ханс Йорген Холм (на датски: Hans Jørgen Holm) е датски архитект, ученик на Йохан Даниел Хердолдт.

## Биография
Роден е на 9 май 1835 година в Копенхаген, Дания. Учи в градския Технически университет на Дания, преди да бъде приет в Кралската датска академия за изящни изкуства, където се дипломира през 1855 г. През същото време той работи за Густав Фредерик Хетш и Йохан Хердолдт. От 1883 до 1908 е професор в академията и водещ датски защитник на националния романтичен стил.
Умира на 22 юли 1916 година на 81-годишна възраст.

## Галерия
- Diakonissestiftelsen, Копенхаген
- Гимназия Русенстеен
- Западния крематориум, Копенхаген
- Музея на геологията, Копенхаген